# Schimpanse, der Darwinaffe
Schimpanse, der Darwinaffe, Intermezzo in einem Aufzug ist ein Puppenspiel von Franz Graf von Pocci. Das 1873 vollendete und kurze Zeit später abgeänderte Stück wurde 1874 in München uraufgeführt und im Folgejahr im fünften Band der Lustigen Komödienbüchlein veröffentlicht.

## Inhalt
Nachdem Grethl, die Frau des Kasperl, diesen wecken muss, stellt er fest, dass der Vermieter bereits zwei Mal vor Ort war und ihre Möbel aus der Wohnung tragen lässt. Die Miete wurde bereits drei Monate nicht bezahlt, weswegen die beiden nun zum Auszug gezwungen werden. Während der Kasperl nun auf dem Weg ist, eine neue Arbeit und eine Unterkunft zu finden, stellt er sich bei Professor Gerstenzucker vor, dessen Affe, den er aus Afrika mitgebracht hatte, kürzlich gestorben ist. Er wollte mit diesem Affen die Theorien Darwins bestätigen, was nun nicht mehr möglich ist. Der Kasperl wird als Bediensteter eingestellt, doch sobald der Professor den Raum verlässt, gibt sich der Kasperl gegenüber Fräulein Blaustrumpf, welche den Professor besuchen will, als dieser aus und verhält sich herablassend und böse zu ihr. Als der Professor dies mitbekommt, beginnt eine Balgerei zwischen den beiden. Der Kasperl verschwindet im Anschluss, mit einer Affenmaske verkleidet, und streunt durch die Stadt, um dort Verwirrung und Chaos zu verbreiten. Bürgermeister Neurer, Magistrat Schöppler und Magistratsdiener Spritzler scheinen zu Anfang unentschlossen darüber, wie sie den vermeintlichen Affen einfangen sollen und diskutieren zunächst verschiedene Vorgehensweisen. Als sie es schließlich doch schaffen ihn einzufangen, wird er ins Rathaus gebracht. Da alle, außer dem Professor, denken, es handele sich um einen echten Affen, versucht der verkleidete Kasperl Gerstenzucker zu erpressen. In dieser Szene wird ersichtlich, dass die Bestätigung des Darwinismus durch die Arbeit des Professors gescheitert ist, da der menschliche Kasperl in keiner Weise evolutionäre Entwicklung an den Tag legt, sondern das rohe und unberechenbare Verhalten eines Tieres aufweist. Doch da sich der Professor nicht erpressen lässt, stellt der Kasperl sich, und das Stück endet mit Kasperls Worten: „Dies ist der Sieg des Darwinismus, der Mensch in seiner Ursprünglichkeit! Juhe, jetzt geh ich ins Wirtshaus.“
Alternatives Ende
In einer alternativen Fassung verrät Gerstenzucker den Kasperl nicht, er spielt vielmehr weiter die Komödie mit und verlässt mit dem "Affen" das Polizeirevier. Da kommt Magistratsrat Schöppler herein und fragt, ob sie denn keine Sitzung hätten. Der Bürgermeister antwortet ihm daraufhin mit den Worten: "Nein, Herr Magistratsrat, allein es scheint, dass während ein Affe hinaus ist, Sie den Anderen herein bringen."

## Figuren
Der Kasperl ist in diesem Stück, wie in vielen weiteren, als unbekümmerter, den sozialen Zwängen fremder Spaßmacher dargestellt, der nichts ernst nehmen kann und jede Gelegenheit zu einem Jux wahrnimmt. Seine Frau Grethl versucht ihn stets zu einem verantwortungsvollen Umgang zu ermutigen, was jedoch fehlschlägt. Der Professor scheint nur für seine Arbeit und dem Versuch, den Darwinismus zu ergründen, zu leben und identifiziert sich voll und ganz damit. Seine Verehrerin und Anhängerin seiner Arbeit, Adalgise Blaustrumpf, scheint ganz geblendet von seinen Forschungen und vergöttert den Professor ohne Wenn und Aber. Für die Bürokratie verantwortlich sind der Bürgermeister, der Magistrat und sein Diener, die völlig auf Verwalten, Planen und Koordinieren getrimmt sind. Bevor sie versuchen den vermeintlichen Affen einzufangen, müssen sie erst verschiedene Vorgehensweisen diskutieren, welche im Endeffekt nur durch Taten ersetzt werden können.

## Ironie und Satire im Stück
Die Figuren des Professors und seiner Bewunderin dienen wohl als satirisch dargestellte Anhänger Darwins, die, durch die damals neuen Erkenntnisse geblendet, alles wohlwollend annehmen, ohne zu reflektieren oder in Frage zu stellen.
Eine Parodie der Bürokratie und der Exekutive, scheint in den Figuren des Bürgermeisters, Magistrat und Magistratsdiener verankert zu sein, die durch lauter Diskussionen eher spät zu Taten schreiten können.
Wie auch in mehreren anderen Kasperlstücken, werden das komplette Stück hindurch die Ständeunterschiede parodiert. Der Kasperl, welcher einer sozial niedrig gestellten Schicht ohne weitere Bildung angehört, spricht einige Male in überbetontem und falschem Stil, was die Sprache der hochgebildeten, wie beispielsweise den Professor, parodieren soll.

## Ausgabe
- Manfred Nöbel (Hrsg.); Franz Pocci: Kasperls Heldentaten. Neunzehn Puppenkomödien und Kasperliaden. 1984.